# Platylabops holerythrus
Platylabops holerythrus là một loài tò vò trong họ Ichneumonidae.